# Mary’s Blood
Mary’s Blood (яп. メアリーズブラッド мэари:дзу бураддо, «Кровь Мэри») — японская женская метал-группа из Токио, образованная в 2009 году бывшими участницами Destrose. Выпустив три независимых мини-альбома, группа подписала контракт с Nippon Columbia для выпуска первого студийного альбома Countdown to Evolution (2014). С 2018 года коллектив является исполнителем лейбла Tokuma Japan Communications. 9 апреля 2022 года группа приостановила деятельность на неопределённый срок.

## История
В конце декабря 2008 года из группы Destrose ушли вокалистка Ай, гитаристка Эри, бас-гитаристка Нибоси, ранее известная как Каё, и барабанщица Мари. В декабре 2009 года они, пригласив гитаристку Тибу, сформировали Mary’s Blood. Группа получила название в честь коктейля «Кровавая Мэри» и Марии I Тюдор, имя которой ассоциируется с напитком. Первый сингл группы «Save the Queen» вышел 20 декабря. 8 июня 2011 года был выпущен первый мини-альбом 0-Zero. Сингл «Last Game», изданный 28 ноября, стал первым релизом независимой на тот момент группы, который попал в чарт Oricon. В 2012 году Тиба, Нибоси и Эри покинули Mary’s Blood. После этого к группе присоединились гитаристка Саки — другая бывшая участница Destrose, и бас-гитаристка Рио.
Первый зарубежный концерт группа впервые провела в 2013 году на Anime Matsuri в американском Хьюстоне, штат Техас. Третий мини-альбом Azure вышел 10 июля 2013 года. Затем группа подписала контракт с лейблом Nippon Columbia и 20 августа 2014 года выпустила первый студийный альбом Countdown to Evolution. Песня из альбома «Marionette» использовалась в качестве закрывающей композиции телепередачи Mutoma на TV Kanagawa. По итогам голосования среди читателей метал-журнала Burrn! группа заняла 2-е место в категории «Лучший начинающий исполнитель», «Marionette» — 7-е в категории для песен, Countdown to Evolution — 15-е в категории для альбомов. Также Mary’s Blood провели первый тур Tour Act 1: Countdown to Evolution. 25 сентября 2014 года они выступили на разогреве для Марти Фридмана, а 12 января 2015 года — для Secret Sphere и Ego Fall. Кроме того, участницы выступили на рок-фестивале Naon no Yaon 2015, организованном Show-Ya для женских коллективов. 30 августа 2015 года в Гонконге они спели на разогреве для DragonForce. Позже группа перешла к лейблу Victor Entertainment и 7 октября выпустила второй альбом Bloody Palace. 17 октября начался тур Invasion of Queen.
В 2016 году Mary’s Blood организовала тур Grand Cross, во время которого выступила с тремя разными исполнителями на каждом концерте. 16 апреля участницы выступили с трэш-метал-группой Outrage, на следующий день — с певицей Нанасэ Айкавой, а 3 мая — с лидером Show-Ya Кэйко Тэрадой. Третий альбом Fate, записанный при участии Люка Такамуры из Seikima II, Мики Игараси из Show-Ya, Хитоки из Kuroyume и продюсера Юёюппэ, вышел 26 октября 2016 года. В его поддержку прошёл тур Change the Fate, гостями которого стали Мики Игараси и Хитоки.
Перейдя к лейблу Tokuma Japan Communications, группа выпустила четвёртый альбом Revenant 18 апреля 2018 года, а следующий альбом Confessions вышел в Японии 12 июня 2019 года и занял высшее место в чартах по сравнению с предыдущими работами. В Европе он был издан 4 октября, и в тот же день Mary’s Blood выступили во время Metal Matsuri в O2 Academy Islington в Лондоне, что стало первым концертом группы в Европе. На май 2020 года был запланирован тур Conceptual Tour, но его отложили до августа и сентября из-за эпидемии COVID-19 в Японии. 26 августа вышел кавер-альбом, который содержит хеви-метал-версии таких песен, как «Forever Love» X Japan, «Magia» Kalafina, «Driver’s High» L’Arc-en-Ciel и «Pegasus Fantasy» Make-Up. Последнюю композицию в дуэте с Ай исполнил Нобуо Ямада, который первым спел её в 1986 году и на протяжении 10 лет был тренером Ай по вокалу.
29 сентября 2021 года вышел шестой альбом под названием Mary’s Blood, который спродюсировал Ёримаса Хисатакэ, более известный сотрудничеством с группой Galneryus. Участницы охарактеризовали запись как возвращение к изначальному хеви-металлическому звучанию. 16 декабря группа сообщила, что собирается сделать перерыв на неопределённый срок после концерта, запланированного на 9 апреля 2022 года. Своё решение участницы объяснили желанием устроить «период перезарядки».

## Участницы
- Ай (Eye) — вокал (с 2009)
- Мари (Mari) — ударные (с 2009)
- Саки (Saki) — гитара (с 2012)
- Рио (Rio) — бас-гитара (с 2012)

Сессионные
- Ясиро (Yashiro) — гитара (с 2014)[25]

Бывшие
- Тиба (Chiba) — гитара (2009—2012)
- Нибоси (Niboshi) — бас-гитара (2009—2012)
- Эри (Eri) — гитара (2009—2012)

## Дискография

### Синглы
| Дата выхода     | Название         | Высшие позиции |
| Дата выхода     | Название         | Oricon         |
| --------------- | ---------------- | -------------- |
| 20 декабря 2009 | «Save the Queen» | —              |
| 28 ноября 2011  | «Last Game»      | 198            |

### Мини-альбомы
| Дата выхода    | Название | Высшие позиции |
| Дата выхода    | Название | Oricon         |
| -------------- | -------- | -------------- |
| 8 июня 2011    | 0-Zero   | —              |
| 21 ноября 2012 | Scarlet  | —              |
| 10 июля 2013   | Azure    | 195            |

### Студийные альбомы
| Дата выхода      | Название               | Высшие позиции | Высшие позиции | Высшие позиции |
| Дата выхода      | Название               | Oricon         | Billboard Hot  | Billboard Top  |
| ---------------- | ---------------------- | -------------- | -------------- | -------------- |
| 20 августа 2014  | Countdown to Evolution | 26             | —              | 23             |
| 7 октября 2015   | Bloody Palace          | 25             | 38             | 25             |
| 26 октября 2016  | Fate                   | 23             | 33             | 21             |
| 18 апреля 2018   | Revenant               | 21             | 34             | 18             |
| 12 июня 2019     | Confessions            | 19             | 29             | 18             |
| 29 сентября 2021 | Mary’s Blood           | 23             | 23             | 22             |

### Видеоальбомы
| Дата выхода     | Название                                               | Высшие позиции | Высшие позиции |
| Дата выхода     | Название                                               | DVD            | Blu-ray        |
| --------------- | ------------------------------------------------------ | -------------- | -------------- |
| март 2012       | My Last Game                                           | —              | —              |
| 10 апреля 2013  | Scarlet ~ 2012 Live at O-West                          | —              | —              |
| 13 апреля 2016  | Live at Blaze ~ Invasion of Queen Tour 2015—2016 Final | 14             | —              |
| 10 мая 2017     | Live at Liquid Room ~Change the Fate Tour 2016—2017~   | 35             | 22             |
| 23 мая 2018     | Live at Intercity Hall ~Flag of the Queendom~          | 41             | 41             |
| 24 октября 2018 | Live at Blitz ~Make the New World 2018~                | 54             | 70             |
| 14 февраля 2020 | Mary’s Blood 10th Anniversary Box                      | —              | —              |

### Кавер-альбом
| Дата выхода     | Название    | Высшие позиции | Высшие позиции | Высшие позиции |
| Дата выхода     | Название    | Oricon         | Billboard Hot  | Billboard Top  |
| --------------- | ----------- | -------------- | -------------- | -------------- |
| 26 августа 2020 | Re>Animator | 34             | 56             | 37             |